# Vedrinyans
Vedrinyans  (orthographié à la française parfois Védrinyans ou Védrignans,) est un village et une ancienne commune des Pyrénées-Orientales aujourd'hui rattachée à Saillagouse.

## Géographie

### Localisation
Vedrinyans se situe à 0,4 km au sud du bourg de Saillagouse.

### Géologie et relief
Le village lui-même est situé à une altitude de 1 390 mètres. Le relief monte progressivement vers les 2 000 mètres d'altitude en se dirigeant vers le sud, à proximité du pic de Segalera (2 189 mètres).

### Hydrographie
Le principal cours d'eau est le Rec de les Deveses qui coule du sud vers le nord et prend le nom de Rec de Vedrinyans à hauteur du village. Le Rec de les Deveses a pour principal affluent le Rec de la Jaca.

### Voies de communication et transports
De Vedrinyans, une route se dirige vers le nord en direction de Saillagouse et une autre vers l'est en direction de Llo.
Un chemin permet aussi de rejoindre Err.

## Toponymie

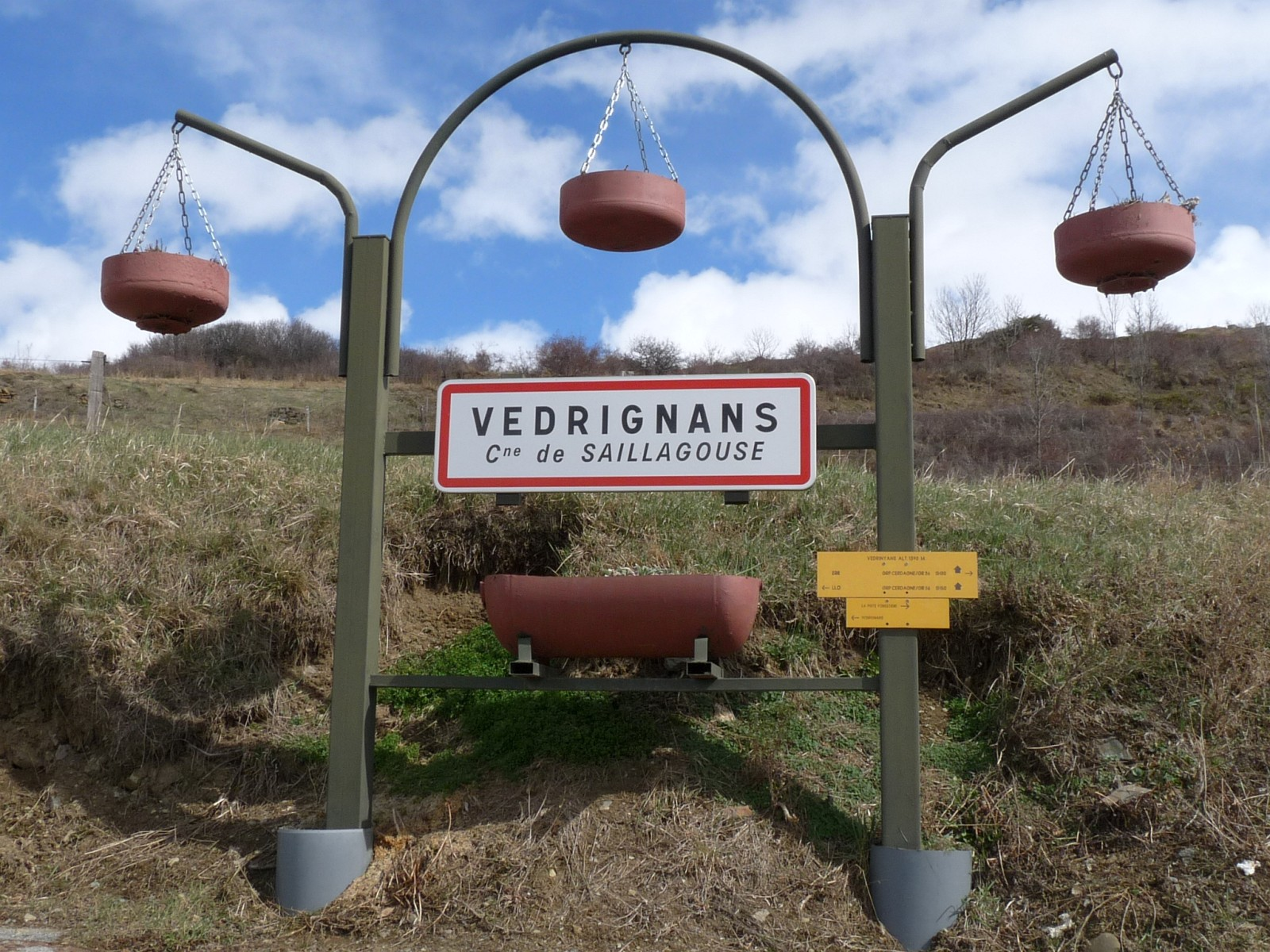
Panneau d'entrée du hameau

La forme francisée du nom de la commune est Védrignans.
Les anciennes formes du nom sont vilar Vidinianos (1086), Vedrinans (XIIIe siècle) et Vedrinyans (XVe siècle).
Le nom dérive probablement de l'ancien nom domanial gallo-romain Vedrinianos, lui-même formé sur le nom de personne Veterinius (de Veterina, bêtes de somme) suivi du suffixe -anos (pluriel tardif de -anum).
Le lieu est parfois jadis mentionné sous le nom de Santa Eugenia, du nom de sa chapelle.

## Histoire
Dépendance de la paroisse de Saillagouse, Vedrinyans est érigée en commune en 1790 puis rattachée à Saillagouse le 13 mars 1822.

## Démographie
La population est exprimée en nombre de feux (f) ou d'habitants (H).
| 1365 | 1378 | 1515 | 1553 | 1720 | 1767 | 1774 | 1789 | 1793 |
| ---- | ---- | ---- | ---- | ---- | ---- | ---- | ---- | ---- |
| 5 f  | 4 f  | 3 f  | 5 f  | 11 f | 79 H | 11 f | 14 f | 75 H |

| 1794 | 1796 | 1800 | 1820 | - | - | - | - | - |
| ---- | ---- | ---- | ---- | - | - | - | - | - |
| 77 H | 65 H | 76 H | 63 H | - | - | - | - | - |

Note :
- 1720 et 1774 : pour Vedrinyans et Cruells.

## Culture locale et patrimoine

### Lieux et monuments

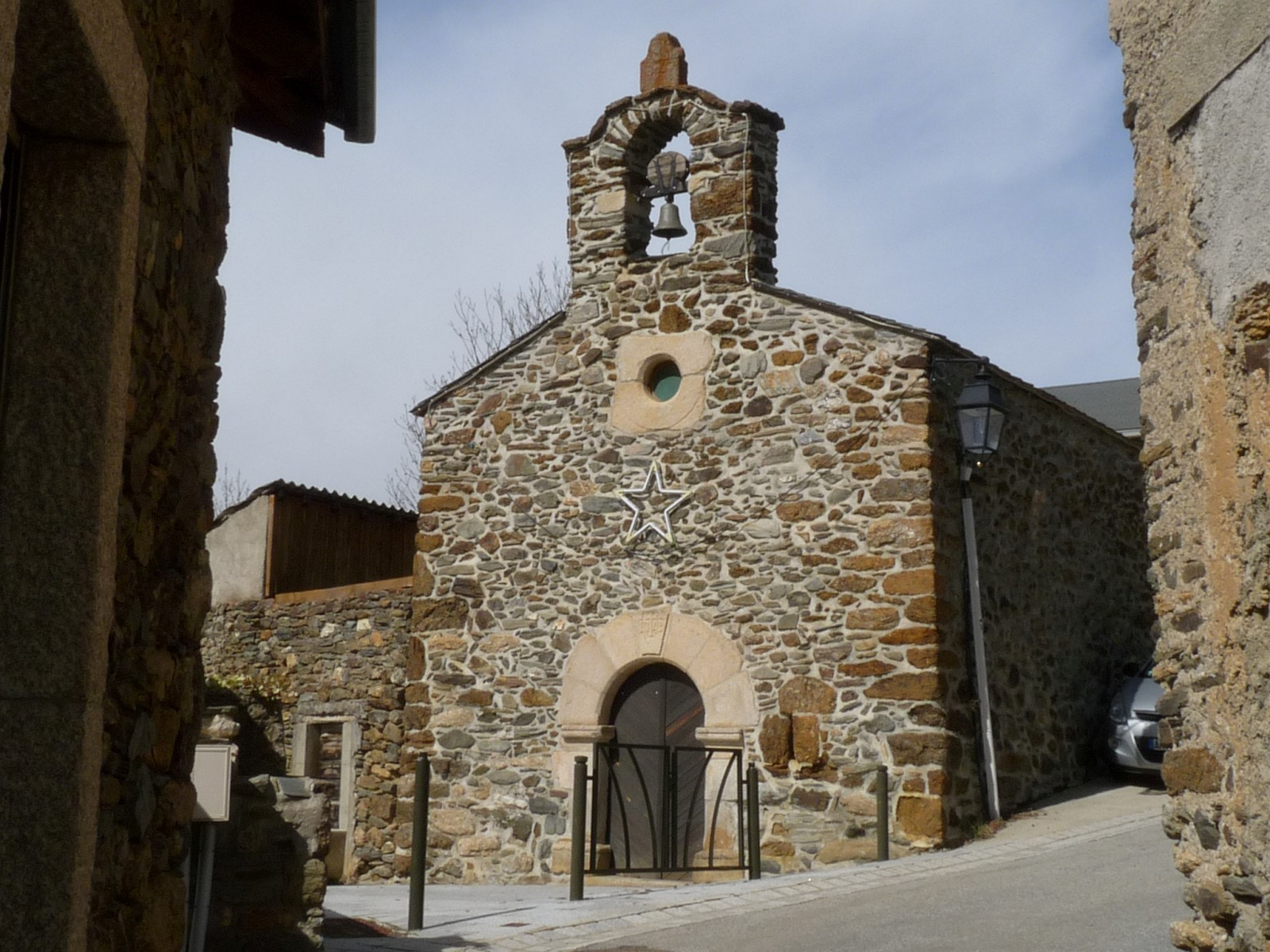
La chapelle Sainte-Eugénie

- Chapelle Sainte-Eugénie[6], située au centre du hameau.